# Anisodes multipunctata
Anisodes multipunctata là một loài bướm đêm trong họ Geometridae.